# Sphaerodactylus sommeri
Sphaerodactylus sommeri är en ödleart som beskrevs av  Graham 1981. Sphaerodactylus sommeri ingår i släktet Sphaerodactylus och familjen geckoödlor. Inga underarter finns listade i Catalogue of Life.